# Alfonso Splendore
Alfonso Splendore (Fagnano Castello, 25 de abril de 1871 - São Paulo, 30 de abril de 1953) foi um médico, bacteriologista e sanitarista italiano, com atuação no Brasil, conhecido por várias descobertas científicas no campo da microbiologia. Ele foi o primeiro a observar, em 1908, o Toxoplasma gondii, parasita que provoca a toxoplasmose.

## Biografia
Alfonso Splendore nasceu em 25 de abril de 1871 em Fagnano Castello, província italiana de Cosenza, na região da Calábria. Filho de Luigi Splendore e de Gaetana Gallo, o jovem Alfonso fez o curso elementar em sua cidade natal e completou o curso médio em Nápoles. Obteve o título de doutor pela Universidade de Roma em Medicina e Cirurgia em 24 de julho 1897. Ele continuou a trabalhar como assistente no Instituto de Higiene da capital italiana onde foi aprendiz dos mestres Angelo Celli (1857-1914), Claudio Fermi e Giovanni Battista Grassi (1854-1925).
Em 1899, aos 28 anos de idade, Alfonso se mudou para Brasil. Imediatamente começou a estudar doenças endêmicas no país, então pouco conhecidas. Também praticava a profissão médica, tendo obtido uma autorização da Faculdade de Medicina do Rio de Janeiro, em virtude de suas obras, o que lhe permitiu não passam por exames desnecessários. Ele fundou o Laboratório do Hospital Umberto I, e tornou-se diretor do Laboratório do Hospital da Beneficência Portuguesa.
Em 1907 apareceu o primeiro caso humano de esporotricose no Brasil . Em 1908 ele descobriu que a Sarcophaga lambens, uma mosca nativa da América do Sul com características antropófagas, que também foi apontada como causa de miíase.